# Englische Cricket-Nationalmannschaft in den West Indies in der Saison 1985/86
Die Tour der englischen Cricket-Nationalmannschaft auf die West Indies in der Saison 1985/86 fand vom 18. Februar bis zum 31. März 1986 statt. Die internationale Cricket-Tour war Bestandteil der Internationalen Cricket-Saison 1985/86 und umfasste fünf Tests und vier ODIs. Die West Indies gewannen die Test-Serie 6–0 und die ODI-Serie 3–1.

## Vorgeschichte
Die West Indies spielten zuvor eine Tour in Pakistan, für England war es die erste Tour der Saison.
Das letzte Aufeinandertreffen der beiden Mannschaften fand in der Saison 1984 in England statt.

## Stadien
Die folgenden Stadien wurden für die Tour als Austragungsort vorgesehen.
| Stadt         | Land                | Stadion                   | Kapazität | Spiele                    |
| ------------- | ------------------- | ------------------------- | --------- | ------------------------- |
| Bridgetown    | Barbados            | Kensington Oval           | 11.000    | 3. Test; 3. ODI           |
| Kingston      | Jamaika             | Sabina Park               | 20.000    | 1. Test; 1. ODI           |
| Port of Spain | Trinidad und Tobago | Queen’s Park Oval         | 25.000    | 2. & 4. Test; 2. & 4. ODI |
| St. John’s    | Antigua und Barbuda | Antigua Recreation Ground | 12.000    | 5. Test                   |

## Kaderlisten
| Test | Test | ODI | ODI |
| West Indies | England | West Indies | England |
| --- | --- | --- | --- |
| - Carlisle Best - Jeff Dujon - Joel Garner - Larry Gomes - Gordon Greenidge - Roger Harper - Desmond Haynes - Michael Holding - Malcolm Marshall - Patrick Patterson - Thelston Payne - Viv Richards - Richie Richardson - Courtney Walsh | - Ian Botham - Paul Downton - Phil Edmonds - Richard Ellison - John Emburey - Neil Foster - Mike Gatting - Graham Gooch - David Gower - Allan Lamb - Tim Robinson - Wilf Slack - David Smith - Greg Thomas - Peter Willey | - Carlisle Best - Jeff Dujon - Joel Garner - Larry Gomes - Gordon Greenidge - Roger Harper - Desmond Haynes - Michael Holding - Malcolm Marshall - Patrick Patterson - Thelston Payne - Viv Richards - Richie Richardson - Courtney Walsh | - Ian Botham - Paul Downton - Phil Edmonds - Richard Ellison - John Emburey - Neil Foster - Mike Gatting - Graham Gooch - David Gower - Allan Lamb - Tim Robinson - Wilf Slack - David Smith - Paul Taylor - Greg Thomas - Peter Willey |

## Tests

### Erster Test in Kingston
| 21. – 23. Februar Scorecard | Kingston | England 159 (45.3) & 152 (42.5)    | – | West Indies 307 (107.5) & 5-0 (1) |
|                             |          | West Indies gewinnt mit 10 Wickets |   |                                   |

### Zweiter Test in Port of Spain
| 7. – 12. März Scorecard | Port of Spain | England 176 (44.4) & 315 (104.2)  | – | West Indies 399 (104.4) & 95-3 (30.3) |
|                         |               | West Indies gewinnt mit 7 Wickets |   |                                       |

### Dritter Test in Bridgetown
| 21. – 25. März Scorecard | Bridgetown | West Indies 418 (126.1)                           | – | England 189 (59) & 199 (52.4) (f/o) |
|                          |            | West Indies gewinnt mit einem Innings und 30 Runs |   |                                     |

### Vierter Test in Port of Spain
| 3. – 5. April Scorecard | Port of Spain | England 200 (65.4) & 150 (38)      | – | West Indies 312 (90.1) & 39-0 (5.5) |
|                         |               | West Indies gewinnt mit 10 Wickets |   |                                     |

### Fünfter Test in St. John’s
| 11. – 16. April | St. John’s | West Indies 474 (134.3) & 246-2d (43) | – | England 310 (107.4) & 170 (79.1) |
|                 |            | West Indies gewinnt mit 240 Runs      |   |                                  |

## One-Day Internationals

### Erstes ODI in Kingston
| 18. Februar Scorecard | Kingston | England 145-8 (46/46)             | – | West Indies 146-4 (43.5/46) |
|                       |          | West Indies gewinnt mit 6 Wickets |   |                             |

### Zweites ODI in Port of Spain
| 4. März Scorecard | Port of Spain | West Indies 229-3 (37/37)     | – | England 230-5 (37/37) |
|                   |               | England gewinnt mit 5 Wickets |   |                       |

### Drittes ODI in Bridgetown
| 19. März Scorecard | Bridgetown | West Indies 249-7 (46/46)        | – | England 114 (39/46) |
|                    |            | West Indies gewinnt mit 135 Runs |   |                     |

### Viertes ODI in Port of Spain
| 31. März Scorecard | Port of Spain | England 165-9 (47/46)             | – | West Indies 166-2 (38.2/47) |
|                    |               | West Indies gewinnt mit 8 Wickets |   |                             |